# Florentí (jurista)
Florentí (en llatí Florentinus) va ser un jurista romà del que Lampridi diu a la Història Augusta que era membre del consilium (consell) de l'emperador Alexandre Sever. Aquesta afirmació, que podria ser dubtosa, ve recolzada per un rescripte d'Alexandre Sever que va dirigir a Florentí.
Va escriure Institutiones en 12 llibres. Aquesta obra, única per la qual és conegut, va ser composta amb elegància i intel·ligència, i va ser utilitzada pels compiladors del Codi Justinià. Es conserven 43 extractes de l'obra al Corpus Iuris Civilis.